# فرناندو رومای
فرناندو رومای (اسپانیایی: Fernando Romay‎؛ زادهٔ ۲۳ سپتامبر ۱۹۵۹) بازیکن بسکتبال اهل اسپانیا بود.
از باشگاه‌هایی که در آن بازی کرده‌است می‌توان به باشگاه بسکتبال رئال مادرید اشاره کرد.
وی در مسابقات کشوری و بین‌المللی در مجموع برندهٔ ۲ مدال نقره، ۲ مدال برنز شده‌است.